# Isops phlegraei
Isops phlegraei är en svampdjursart som beskrevs av William Johnson Sollas 1880. Isops phlegraei ingår i släktet Isops och familjen Geodiidae. Inga underarter finns listade i Catalogue of Life.